# Capitale Sir Arthur Mc Gregor
Capitale Sir Arthur Mc Gregor est l'une des deux divisions territoriales et statistiques de la municipalité de Sir Arthur Mc Gregor dans l'État d'Anzoátegui au Venezuela. À des fins statistiques, l'Institut national de la statistique du Venezuela a créé le terme de « parroquia capital », ici traduit par le terme « capitale » qui correspond au territoire où se trouve le chef-lieu de la municipalité afin de couvrir ce vide spatial, qui, selon la loi sur la division politique territoriale publiée dans le Journal officiel de l'État « n'attribue pas de hiérarchie politique territoriale, ni de description de ses limites respectives ». Ce territoire s'articule autour d'El Chaparro, chef-lieu de la municipalité.

## Géographie

### Démographie
Hormis El Chaparro, ville autour de laquelle s'articule la division territoriale et statistique, cette dernière possède plusieurs localités dont :
- El Chaparro
- El Cují
- Fernandero
- La Ceiba
- La Fragua (partagé avec Tomás Alfaro Calatrava)